# Il mondo è meraviglioso (film 1956)
Il mondo è meraviglioso (The Animal World) è un film-documentario del 1956 scritto e diretto da Irwin Allen.